# Clan Nasu

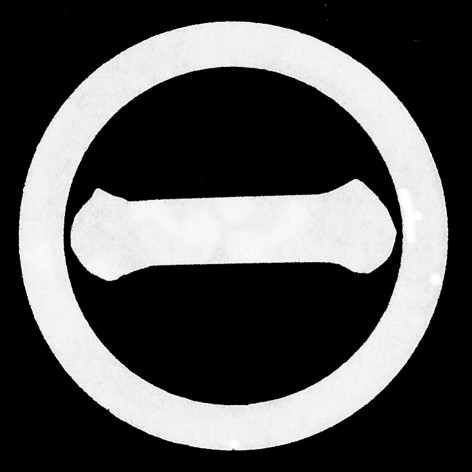
Il mon (emblema) del clan Nasu

Il clan Nasu (那須氏?, Nasu-shi) fu un clan giapponese presente dal periodo Kamakura a quello Edo nella provincia di Shimotsuke. 
Erano discendenti di Fujiwara no Michinaga (966-1027).
Il clan governò il quartiere Nasu della provincia settentrionale di Shimotsuke e divennero sempre più influente nella zona: durante lo shogunato Ashikaga infatti erano una delle "otto famiglie del Kantō" (関東八家, Kantō Hakke). Durante l'epoca Sengoku, nei secoli XV e XVI, sconfissero i loro confinanti, gli Utsunomiya, prendendo il controllo dei loro territori. Costruirono il castello di Karasuyama.
Durante la fine del periodo Sengoku, poiché non si erano uniti a Toyotomi Hideyoshi nell''assedio di Odawara del 1590, i loro territori vennero divisi, creando il dominio di Nasu (20.000 koku) per il clan ed affidando il loro castello ancestrale, Karasuyama, e 20.000 koku a Narita Ujinaga. 
I Nasu furono comunque privati dei loro domini dallo shōgun Tokugawa Tsunayoshi dopo una disputa per la successione, e le loro terre furono date a Nagai Naohiro.

## Membri del clan
- Nasu Sukeie (資家?) si stabilì nel 1125 nel distretto di Nasu ed adottò quel nome.
- Nasu Masasuke (政資?; 1497 – 1546)
- Nasu Takasuke (高資?; 1520 – 1551) figlio ed erede di Masasuke; fu attaccato da Utsunomiya Hisatsuna dal quale si difese. Fu ucciso in seguito dal figlio di Hisatsuna, Hirotsuna e da Haga Takasada.
- Nasu Suketane (資胤?; 1527 – 1583) secondo figlio di Masasuke. Dopo la morte di Takasuke divenne il capo del clan con il supporto di Ōzeki Takamasu. Fu costretto in seguito a rinunciare al suo ruolo da Takamasu.
- Nasu Sukeharu (資晴?; 1556–1609) erede di Suketane. Sconfisse gli Utsunomiya nella battaglia di Usubagahara (1585). Fu punito da Toyotomi Hideyoshi nel 1590 per il suo arrivo in ritardo nell'assedio di Odawara.
- Nasu Sukekage (資景? ; 1586–1656), figlio di Sukeharu, nella battaglia di Sekigahara ed assedio di Osaka si schierò dalla parte di Tokugawa Ieyasu, ricevendo in segno di ringraziamento un feudo a Fukuhara, di 14.000 koku.